# Nørre Nebel
Nørre Nebel is een plaats in de Deense regio Zuid-Denemarken, gemeente Varde. Voor 2007 was het de hoofdplaats van de gemeente Blåbjerg. De plaats telt 1326 inwoners (2008). De plaats maakt deel uit van de gelijknamige parochie.
Tegenwoordig is het dorp het eindpunt van de spoorlijn Varde - Tarm. Tot 1940 was er ook een verbinding met Tarm en verder naar Skjern.

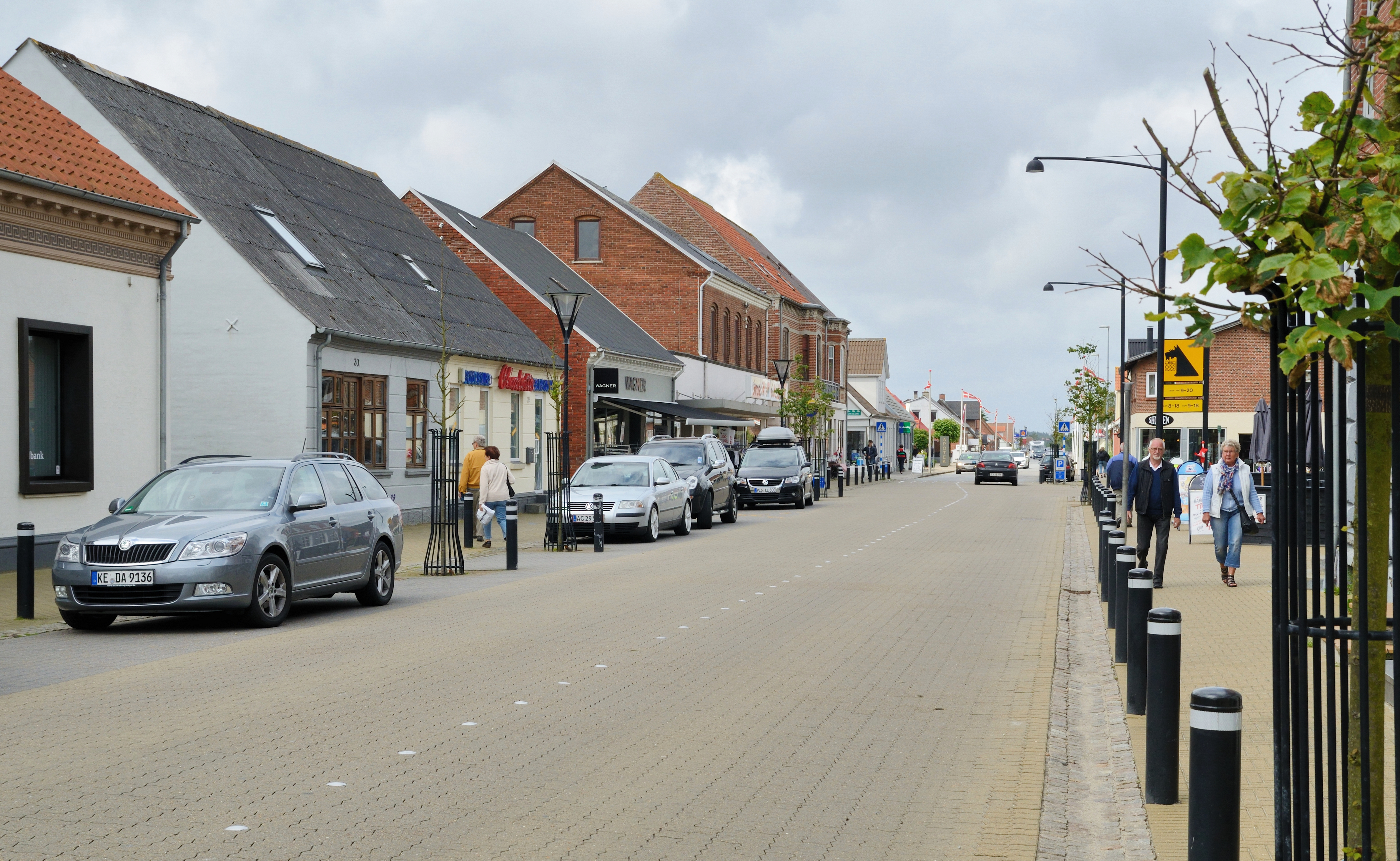
Hoofdstraat van Nørre Nebel